# Шилово (Саратовская область)
Шилово — исчезнувшее село в Красноармейском районе Саратовской области. Село располагалось на реке Морозовке в 3 км к востоку от села Гусево.

## История
Предположительно основано в конце XVIII века. Согласно историко-географическому словарю Саратовской губернии, составленному в 1898—1902 годах, село относилась к Золотовской волости Камышинского уезда Саратовской губернии. Вместе с деревнями Гусева, Пряхина и Потаповка составляла сельское общество. Земельный надел общества - 3871 десятина удобной (пашни - 1966 десятин) и 688 десятин неудобной земли. Жители — бывшие удельные крестьяне, великороссы, православные и старообрядцы. Основное занятие - хлебопашество. В 1869 году открыта школа, в 1883 году построена церковь.
С 1922 по 1941 год село относилось к Золотовскому кантону Трудовой коммуны, с 1923 года — АССР немцев Поволжья. После упразднения АССР немцев Поволжья передано в состав Золотовского района Саратовской области. Дата упразднения не установлена.

## Население
Динамика численности населения по годам:
| 1860 | 1886 | 1891 | 1926 |
| ---- | ---- | ---- | ---- |
| 665  | 1131 | 1254 | 1090 |